# Condado de Baker (Oregón)
El condado de Baker es uno de los 36 condados del estado de Oregón, Estados Unidos. La sede del condado es Baker City, al igual que su mayor ciudad. El condado tiene un área de 7.999 km² (de los cuales 53 km² están cubiertos por agua) y una población de 16.741 habitantes, para una densidad de población de 2 hab/km² (según censo nacional de 2000). Este condado fue fundado en 1862.

## Demografía
Para el censo de 2000, había 16.741 personas, 6.883 cabezas de familia, y 4.680 familias residiendo en el condado. La densidad de población era de 6 habitantes por milla cuadrada.
La composición racial del condado era:
- 95,68% blancos
- 0,23% negros o negros americanos
- 1,09% nativos americanos
- 0,38% asiáticos
- 0,04% isleños
- 0,92% otras razas
- 1,65% de dos o más razas.

Había 6.883 cabezas de familia, de las cuales el 28,00% tenían menores de 18 años viviendo con ellas, el 56,20% eran parejas casadas viviendo juntas, el 8,60% eran mujeres cabeza de familia monoparental (sin cónyuge), y 32,00% no eran familias.
El tamaño promedio de una familia era de 2,87 miembros.
En el condado el 24,20% de la población tenía menos de 18 años, el 5,80% tenía de 18 a 24 años, el 23,60% tenía de 25 a 44, el 27,30% de 45 a 64, y el 19,00% eran mayores de 65 años. La edad promedio era de 43 años. Por cada 100 mujeres había 98,10 hombres. Por cada 100 mujeres mayores de 18 años había 95,30 hombres.

## Economía
Los ingresos medios de una cabeza de familia del condado eran de USD$30.367 y el ingreso medio familiar era de $36.106. Los hombres tenían unos ingresos medios de $27.133 frente a $20.480 de las mujeres. El ingreso per cápita del condado era de $15.612. El 10,10% de las familias y el 14,70% de la población estaban debajo de la línea de pobreza. Del total de gente en esta situación, 18,80% tenían menos de 18 y el 12,40% tenían 65 años o más.

## Localidades
| - Baker City - Greenhorn (considerada un pueblo fantasma) - Haines - Halfway | - Huntington - Richland - Sumpter - Unity |